# Los Manseros Santiagueños
Los Manseros Santiagueños es un conjunto folclórico argentino que surgió como dúo vocal en el año 1959, formado por Leocadio del Carmen Torres y Onofre Paz que son los fundadores del conjunto. Tiempo más tarde Carlos Carabajal y Carlos Leguizamón se unirían y los cuatro se conformarían definitivamente como conjunto folclórico integrado por tres guitarras y un bombo. 

Pasaron también por su formación conocidos cantores folclóricos como Cuti Carabajal.

En 1963 grabaron su primer disco de larga duración y se consagraron de a poco como toda una referencia del folclore santiagueño. 
En 1967 los Manseros Santiagueños realizan su primera actuación en el Festival de Cosquín, permanentes presentaciones en el país, giras por el exterior, la grabación con un ídolo del momento Leo Dan, de “Santiago Querido”, la obtención del “Disco de Oro” por sus ventas, etc.

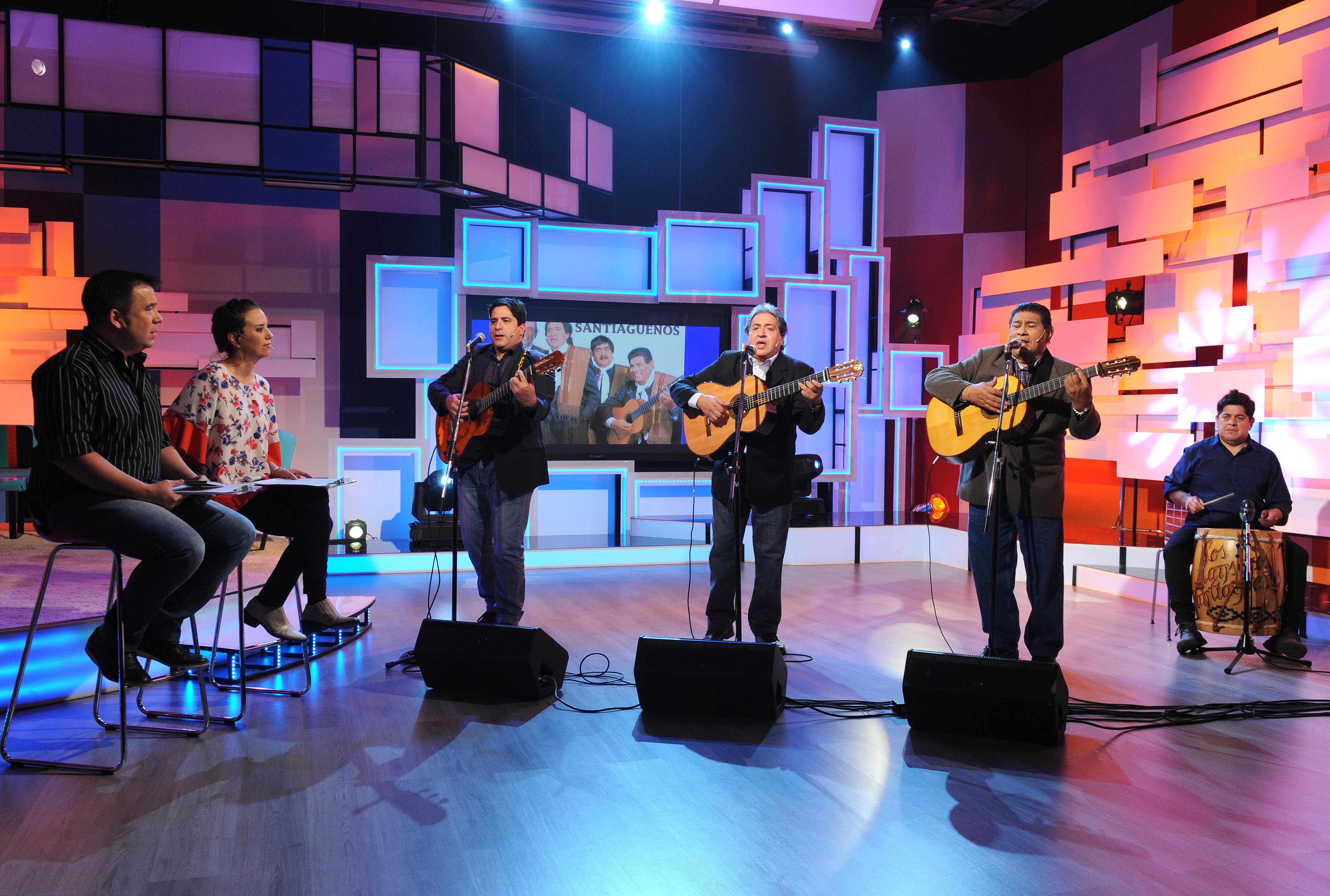
Los Manseros Santiagueños en Tomate la tarde, programa de la TV Pública.

Durante varios años Los Manseros fueron cambiando de integrantes como Valentín Campos, Domingo Rojas y Manuel Jaime.
Entre sus temas de variados ritmos folclóricos, se destacan principalmente todos aquellos que son claramente de su terruño, poblado de chacareras, gatos y escondidos.
En 2005 Leocadio del Carmen Torres sufre una enfermedad que le impidió seguir cantando junto a Los Manseros y el conjunto se mantuvo como un trío hasta fines del año 2006 cuando se incorpora al conjunto Martín Paz quien es hijo de Onofre Paz.
El 29 de agosto de 2016, falleció Guillermo Reynoso, apodado 'Fatiga'.
El 25 de febrero de 2017, en Las Arrias, provincia de Córdoba, en una actuación que estaban llevando a cabo en el Festival del Carbón, al finalizar uno de sus clásicos temas, Onofre Paz insulta y despide a su hijo Martín provocando un escándalo en pleno espectáculo. 
El 7 de abril de 2017, en la Ciudad Autónoma de Buenos Aires se presenta de forma oficial a Hugo Reynoso (hijo del recordado "Fatiga" Reynoso) como nuevo integrante de Los Manseros Santiagueños.
En 2025 son reconocidos por la Fundación Konex con el Premio Konex como uno de los 5 mejores grupos de folklore de la década en Argentina.

## Miembros
La formación está integrada por:
- Onofre Paz (1° voz y guitarra base) 1959 en adelante
- Alfredo "Alito" Toledo (2.ª voz y 1.ª guitarra) 1984 en adelante
- Hugo Reynoso (3.ª voz y 2.ª guitarra) 2017 en adelante

## Antiguos miembros
- Leocadio del Carmen Torres  1959 - 2005
- Agustín Carabajal
- Guillermo "Fatiga" Reynoso 1966 - 1974; 1979 - 2016
- Carlos Carabajal 1963 - 1966
- Carlos Leguizamon 1963 - 1966
- Valentin Campos 1966 - 1974
- Manuel Jaime 1974 - 1979
- Domingo Rojas 1974 - 1979
- Cuti Carabajal 1979 - 1984
- Martin Paz 2005 - 2017

## Discografía
- 1960, 1961, 1963, 1965 y 1966 graban tres discos respectivamente con el nombre Manseros Santiagueños"'.
- 1967 A Lonja y Guitarra y El Alma de Santiago.
- 1968 Consagrados y Santiago del Estero Cuna del Folklore Vol. 4.
- 1969 Mejor que Nunca.
- 1970 Los Manseros Santiagueños.
- 1970 Santiago del Estero Cuna del Folklore Vol. 6.
- 1971 Mañanitas Loretanas.
- 1972 Corazón de Lechiguana.
- 1974 Estampa del Mansero.
- 1975 10 Años de Tradición
- 1975 La Difunta Correa.
- 1976 Corazón Atamisqueño.
- 1978 Los 15 Años.
- 1979 Que Lindo se ha Puesto el Pago.
- 1979 Sangre de Mistol.
- 1980 De La Banda a Santiago, Santiago Querido con Leo Dan y Fiesta Linda.
- 1981 Los 20 Años.
- 1984 Bodas de Plata, Tiempo Chango y A la Sombra de mi Mama.
- 1986 Sembradores de Coplas.
- 1987 A Bailar con Los Manseros.
- 1988 Madre Chacarera.
- 1993 De mis Pagos
- 1995 30 Años con el Canto
- 1996 Recordando Buenos Tiempos.
- 1997 De lo Bueno lo Mejor.
- 1998 Oración en Zamba
- 1999 Que Viva Todo Santiago.
- 2003 De Peña en Peña.
- 2005 Monte Milenario.
- 2008 Mejor que Nunca.
- 2009 Sinfonía Silvestre.
- 2012 La Leyenda Viva.
- 2016 Corazón de Mansero.

## Recopilaciones
- 1982 Grandes Exitos
- 1992 A mi querido Santiago
- 1994 20 Grandes Exitos
- 1995 La historia de un ídolo
- 1996 Nuestras 30 mejores canciones (2 CD)
- 1999 Añoranzas
- 2007 Inolvidables
- 2007 14 de Colección
- 2012 20 Exitos Originales
- 2020 Los Esenciales

Las canciones más populares que interpreta el conjunto son: Añoranzas, Canto a Monte Quemado, La 7 de abril, Cruzando el Dulce, Josefina, Carina Celeste, De La Banda a Santiago, Rubia Moreno, Ciudad de La Banda, La Telesita, La Ñaupa Ñaupa, Piel Chaqueña, Entra a mi Hogar, Para los ojos más bellos, Eterno Amor, entre otras.
Sony Music Argentina presenta una producción discográfica de los Manseros Santiagueños titulada “35 años con el canto”. Y una última placa “Porque soy un destino”. Varias son las características que instalaron a los Manseros Santiagueños en el lugar que ocupan desde hace varios años, pero por sobre todo, el respeto por lo auténtico y genuino de la provincia que los vio nacer: Santiago del Estero.
En el Festival de Jesús María realizado en enero de 2013 y 2016 fueron los artistas más convocantes en cuanto a cantidad de espectadores, y brindaron un espectáculo emocionante e inolvidable.